# Imre Gellért
Imre Gellért (Pilis, 8 giugno 1888 – Los Angeles, 31 marzo 1981) è stato un ginnasta ungherese.

## Palmarès

### Olimpiadi
- 1 medaglia:
  - 1 argento (Stoccolma 1912 nel concorso a squadre)